# Agrioglypta naralis
Agrioglypta naralis là một loài bướm đêm trong họ Crambidae.